# Scouleria marginata
Scouleria marginata är en bladmossart som beskrevs av Nathaniel Lord Britton 1895. Scouleria marginata ingår i släktet Scouleria och familjen Grimmiaceae. Inga underarter finns listade i Catalogue of Life.